# Filtskinn
Filtskinn (Scytinostroma odoratum) är en svampart som först beskrevs av Elias Fries, och fick sitt nu gällande namn av Donk 1956. Filtskinn ingår i släktet Scytinostroma och familjen Lachnocladiaceae.  Arten är reproducerande i Sverige. Inga underarter finns listade i Catalogue of Life.